# Imperata brasiliensis
Imperata brasiliensis är en gräsart som beskrevs av Carl Bernhard von Trinius. Imperata brasiliensis ingår i släktet Imperata och familjen gräs. Inga underarter finns listade i Catalogue of Life.